# Diploradus
Diploradus — вимерлий рід стеблових тетраподоморфів з міссісіпської (середньотурнейської) Шотландії. Він містить один вид, Diploradus austiumensis, заснований на неповному черепі та фрагментах щелепи з формації Баллаган у Бернмуті. Найповніша частина зразка, нижня щелепа, мала довжину близько 3,0 см і мала кілька рядів дрібних численних зубів. Ймовірно, це молода тварина. Diploradus був описаний у дослідженні 2016 року, яке було розроблено для заповнення фауни тетраподоморфів у розриві Ромера, інтервалі раннього карбону з невеликою кількістю скам'янілостей хребетних. Це був один із п'яти нових родів, названих у цьому дослідженні, разом із Aytonerpeton, Koilops, Ossirarus і Perittodus.